# Seth Kinman
Seth Kinman (29 septembre 1815 – 12 février 1888) était un chasseur né en Pennsylvanie qui partit pour la Californie au moment de la ruée vers l'or. Il vécut à Fort Humboldt et se fit connaître par ses exploits à la chasse, sa brutalité envers les ours et les Indiens, et pour avoir offert un fauteuil en peau de wapiti et de grizzli à plusieurs présidents américains. Kinman prétendit avoir tué en tout plus de huit cents grizzlis.